# 颶風安娜
颶風安娜（英語：Hurricane Ana）是2014年繼8月的伊塞莱後，第二個威脅美国夏威夷州并直接侵襲該地的熱帶氣旋，同时也是2014年太平洋颶風季的第21個命名的風暴和第15個颶風。安娜由10月中旬在中太平洋形成的擾動中生成，之後迅速鞏固，到10月13日發展為熱帶低氣壓。在有利條件的幫助下，安娜在向西移動的同時逐漸增強。到10月17日，它已經在夏威夷州以南增強為颶風，不久後達到最高強度，同時也是最接近該地。之後，安娜在10月25日再次成為颶風之前在一個副熱帶高壓脊以及與冷鋒相互作用下轉向北，然後是向東北移動，在此期間安娜的强度有所波動並逐漸變弱。安娜在10月26日轉變成溫帶氣旋，並在10月28日於加拿大西部上岸之前逐漸消散。
因為安娜最初預計會在其生命的早期襲擊夏威夷大島，當地氣象部門在風暴來臨之前發出熱帶風暴觀察預警和警告。隨後，隨著安娜比預測向西移動的幅度更大，警告後來擴展到幾乎整個群島。在最接近該地期間，安娜降下了大約28厘米的大雨，最大降水點距離夏威夷約32公里。熱帶風暴強度的大風未影響這個島嶼，在很大程度上減少了損害。

## 氣象歷史
2014年10月中旬，中太平洋低緯度地區存在結構混亂但强度較高的對流。到10月12日，中太平洋颶風中心指出在對流附近有發展熱帶氣旋的潛力。第二天，對流區域迅速出現一個低氣壓區，其對流明顯好轉。基於此，中太平洋颶風中心在UTC晚上21時為熱帶低氣壓二發出公告。系統內的組織進一步改善，氣旋最終在第二天升級為熱帶風暴安娜。
經過中太平洋的冷锋開始削弱位於安娜以北的副熱帶高壓脊，使其得以向北移動，並使得它因深度的轉向流而向西移動。在高於正常海面溫度的有利環境下，安娜向西北移動，在靠近夏威夷期間逐漸增強，最終在10月17日晚上21時成為颶風。在9小時後，即10月18日上午6時，安娜在夏威夷大島西南約190公里達到最高強度。安娜開始向西轉向，不久後開始減弱，在10月20日上午6時下降到低於颶風標準。
安娜繼續向西遠離夏威夷群島，直到它到達副熱帶高壓脊的西部邊緣，此時冷锋開始向它延伸。在這一刻，安娜已經減弱到熱帶風暴的最低標準。隨著安娜轉向東北移動，溫暖的海面溫度促使安娜迅速重新整合和增強，並於10月25日上午3時再次成為颶風，發展出雲塞風眼且結構其有改善。隨著安娜向東北加速度至每小時64公里，安娜不敵风切变，並再度減弱為熱帶風暴。不久，安娜於10月26日下午15時轉變成溫帶氣旋。該溫帶氣旋繼續在太平洋向東北快速移動。10月28日，該溫帶氣旋在不列颠哥伦比亚省登陸並消散。

## 防災措施和影響

### 夏威夷州

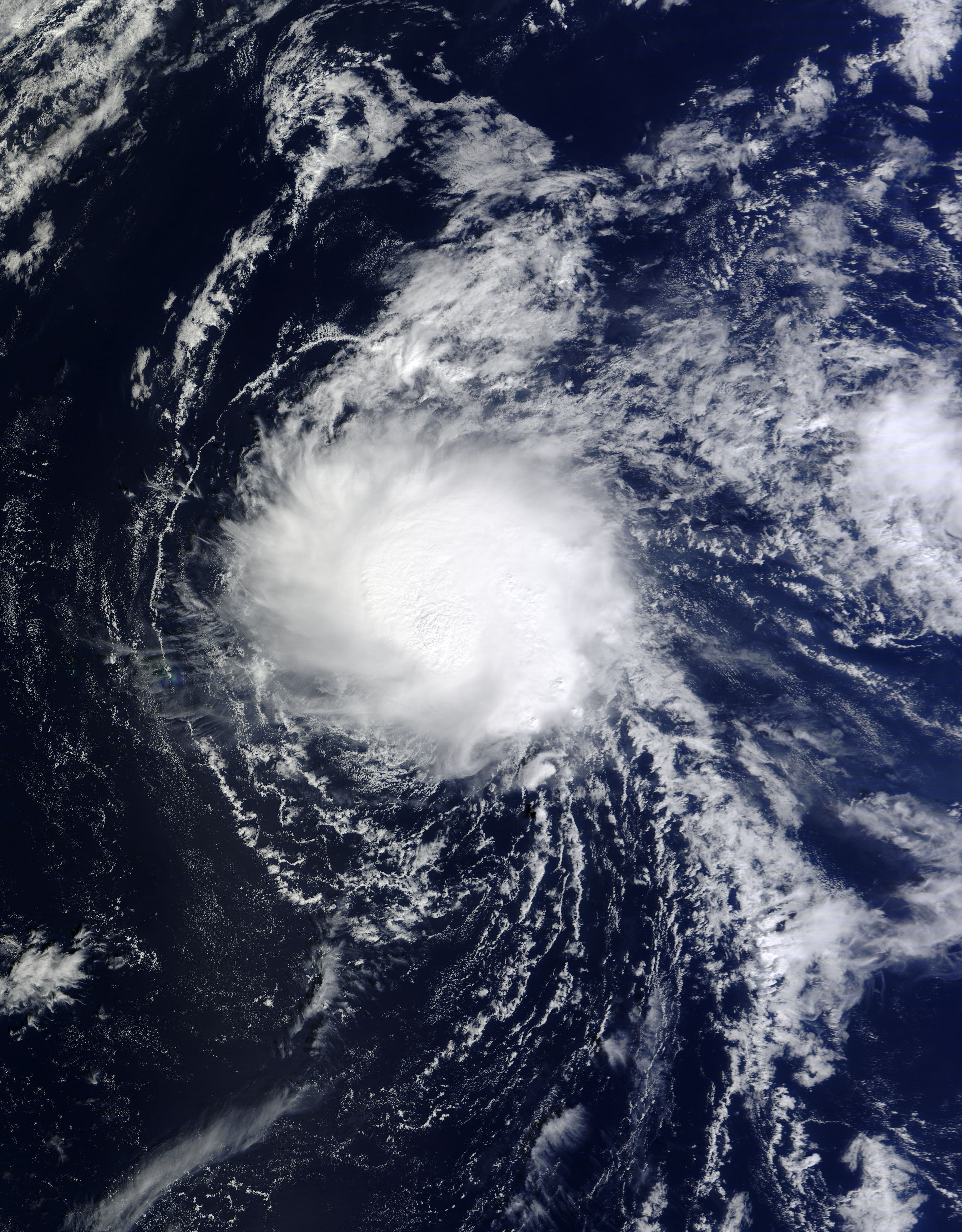
10月22日，位於法艦環礁附近的熱帶風暴安娜

從10月15日開始，夏威夷州接獲各種熱帶氣旋警告，從夏威夷大島的熱帶風暴觀察預警開始。3天後，考艾岛和尼豪島收到了熱帶風暴警告，並擴大到包括帕帕哈瑙莫夸基亞國家海洋保護區的部分。風暴的威脅迫使公園和海灘在該州關閉。在夏威夷以南經過時，安娜在大部分島嶼上產生大量降雨，在夏威夷大島的凱亞莫最高達到296毫米。降雨導致檀香山沙島的水處理廠溢出，向檀香山港發送約5000加侖經部分處理的廢水。
雖然在夏威夷大島上沒有報告安娜的大風所帶來的損失，但居民基思·羅賓遜（Keith Robinson）在2014年11月的風暴後報告指出，夏威夷州尼豪島最南端遭受損失。他的報告中提到大範圍的植被破壞以及在樹頂高度出現的“估計蒲福氏風級範圍每小時64至80公里”。雖然沒有正式驗證，但中太平洋颶風中心決定將該報告視為在熱帶風暴警告狀況下所經歷的一部分。